# How I Got Over
How I Got Over è un famoso brano gospel, composto e pubblicato nel 1951 da Clara Ward.
Il brano presenta le tipoche caratteristiche gospel, come le frasi brevi e ripetute e lo schema domanda-risposta sviluppatosi tra solista e coro, tuttavia può essere confusa con il genere spiritual specialmente nella parte finale dove esordisce dal coro con "thank you jesus, thank you my lord".
L'esecuzione più famosa è quella eseguita da Aretha Franklin nel suo album del 1972 Amazing Grace.
Il brano è stato poi ripreso da altri cantanti come Yolanda Adams, Tremaine Hawkins, oltre a Mahalia Jackson.